# Tepidimonas ignava
Tepidimonas ignava ist ein Bakterium. Es zählt zu den hitzeliebenden (thermophilen) Bakterien, es wächst nur bei Temperaturen zwischen 35 und 65 °C. Zur Energiegewinnung oxidiert es Schwefelverbindungen und bildet hierbei Sulfat.

## Merkmale
Bei den Zellen von Tepidimonas ignava handelt es sich um kurze Stäbchen mit einer Breite von 0,5–1,0 μm und einer Länge von 1,0–2,0 μm. Das Bakterium besitzt ein an einem Zellende gelegenes (polares) Flagellum. Die Gram-Färbung verläuft negativ. Die Kolonien sind nicht pigmentiert. Endosporen werden nicht gebildet.

## Stoffwechsel und Wachstum
Tepidimonas ignava ist streng aerob, also auf Sauerstoff angewiesen. Das Bakterium nutzt reduzierte Schwefelverbindungen zur Energiegewinnung. Hierbei oxidiert es Thiosulfat oder Tetrathionat zu Sulfat. Es benötigt zusätzlich organische Verbindungen. Es zählt also zu den sogenannten chemolithoheterotrophen Bakterien. Als Kohlenstoffquellen nutzt es verschiedene organische Säuren und auch Aminosäuren. Nicht genutzt werden Polyole und Kohlenhydrate, wie z. B. Pentosen, Hexosen, Disaccharide. Nitrat wird nicht reduziert. Tepidimonas ignava ist hitzeliebend (thermophil), es wächst bei Temperaturen zwischen 35 und 65 °C. Auf den Katalase-Test und Oxidase-Test reagiert das Bakterium positiv.
Die sich in der Membran befindlichen Fettsäuren sind geradkettig. Die häufigsten gesättigten Fettsäuren sind Hexadecansäure (Palmitinsäure) und Margarinsäure. Auch ungesättigte Fettsäuren kommen in größeren Mengen vor. Zu den häufigsten Phospholipiden zählen Phosphatidylethanolamine und Phosphatidylglycerol.
Ubichinon 8 ist das wichtigste Atmungschinon.

## Systematik
Es existiert nur ein Stamm von Tepidimonas ignava (Stand 2005). Er stammt von einem Fund innerhalb einer heißen Quelle bei der Stadt São Pedro do Sul in Portugal. Tepidimonas ignava zählt zu der Familie der Comamonadaceae. Diese wird unter der Ordnung der Burkholderiales geführt, welche wiederum zu der Unterklasse Betaproteobacteria gestellt wird. Die Art wurde im Jahr 2000 beschrieben.
Wie auch Tepidimonas ignava oxidieren viele β-Proteobakterien Schwefelverbindungen zur Energiegewinnung. Tepidimonas ignava ist thermophil. Bei der β-Unterklasse der Proteobakterien sind nur wenige thermophile Arten vorhanden. Hierzu zählen z. B. die Arten Thiomonas thermosulfata, Thermothrix thiopara und Thermothrix azorensis. Die Thermophilie kann als ein Unterscheidungsmerkmal der Gattung Tepidimonas von anderen Gattungen der Familie Comamonadaceae dienen.
Im Juni 2021 zählten zu der Gattung Tepidimonas 8 Arten. Es handelt sich zum größten Teil um thermophile bis leicht thermophile Arten. So zeigt z. B. Tepidimonas alkaliphilus Wachstum bei Temperaturen von 37–55 °C (das Optimum liegt bei 45 °C), Tepidimonas sediminis toleriert Temperaturen zwischen 45 und 60 °C, optimales Wachstum erfolgt zwischen 45 und 50 °C. Die Art Tepidimonas thermarum zeigt bei 50–55 °C optimales Wachstum.